# ناوشکن کلاس هاتسویوکی
دیسترویر کلاس هاتسویوکی (به انگلیسی: Hatsuyuki-class destroyer) یک کلاس از کشتی است که طول آن ۱۳۰ متر (۴۳۰ فوت) می‌باشد.